# Galium pseudoasprellum
Galium pseudoasprellum là một loài thực vật có hoa trong họ Thiến thảo. Loài này được Makino mô tả khoa học đầu tiên năm 1903.